# ابوعلی بن محمد
ابو علی بن محمد چهارمین پادشاه سلسله غوری پسر محمد بن سوری که جانشین پدر خود شده بود پس از پدرش مدت کوتاهی به سلطنت رسید.